# Temple de Vesta (Tivoli)
Pour l’article homonyme, voir Temple de Vesta (Rome).
Le temple de Vesta est un temple romain datant du Ier siècle av. J.-C. dédié à Vesta, la « déesse vierge du foyer », situé à Tivoli dans le Latium en Italie. Il n’est pas certain à qui, d’Hercule, le dieu protecteur de l'antique Tibur, d’Albunea, la Sibylle de Tibur, de Tiburnus, le héros éponyme de la ville, ou de Vesta elle-même, dont l’autre temple se trouve sur le forum romain, était réellement dédié ce temple tiburtin. Tout aussi difficile à attribuer est le temple rectangulaire à proximité, souvent appelé temple de la Sibylle.

## Histoire
Le temple est construit au Ier siècle av. J.-C., à côté du temple de la Sibylle datant du siècle précédent. Une inscription de l’architrave indique que sa construction ou restauration serait due à un nommé Lucius Gellius. Le relativement bon état du temple est dû, comme celui de la Sibylle, à sa christianisation comme église, sous le nom de Santa Maria della Rotonda durant le haut Moyen Âge jusqu’au XVIe siècle lorsque les additions chrétiennes ont disparu jusqu’à la fin du XIXe siècle où furent enlevées les dernières marques liées à la christianisation de l’édifice.

## Description
Les ruines du temple de Vesta, qui sont situées sur l’acropole tiburtine à quelques mètres du temple de la Sibylle, dont la vue surplombe les chutes de l’Aniene, font maintenant partie de la villa Gregoriana. Il s’agit d’une rotonde périptère de 14,5 m de diamètre, qui entoure sa cella circulaire à une porte et deux fenêtres, élevée sur un podium de brique de 2,4 m de haut, entièrement revêtu de blocs de travertin. Le déambulatoire entourant la cella comportait dix-huit colonnes dans une variante de l’ordre corinthien dont il ne subsiste que dix. 
La variante du Tivoli de l’ordre corinthien possède deux rangées de feuille d'acanthe et son abaques est décoré de fleurons surdimensionnés ayant la forme de fleurs d’hibiscus avec des pistils en spirale prononcées. Le sommet de la flute des colonnes est plat. La frise montre des festons de fruits suspendus entre des bucranes. Il y a une rosace au-dessus de chaque feston. La corniche est dépourvue de modillons.
En 1682, Antoine Desgodetz a publié, dans les Édifices antiques de Rome dessinés et mesurés très exactement par A. D. architecte (Paris, 1682), des dessins du Temple de Vesta donnant l’élévation et le plan et rendant soigneusement compte des détails des chapiteaux sculptés et de la frise. Au siècle suivant, le vedutiste Giuseppe Vasi et Le Piranèse ont réalisé des estampes et des gravures du temple de Vesta.

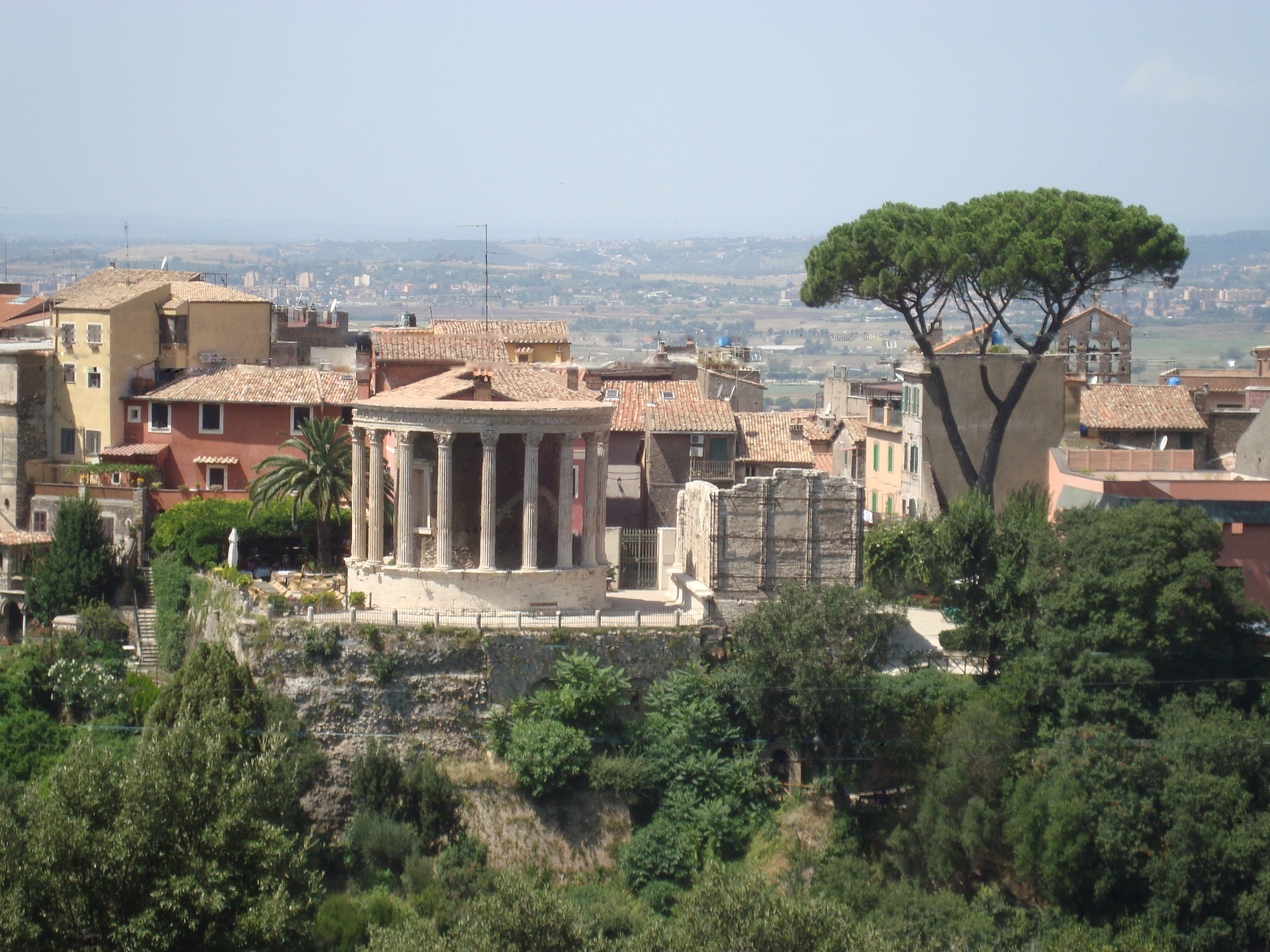
Vue générale du temple de Vesta (à gauche) et du temple de la Sibylle (à droite).
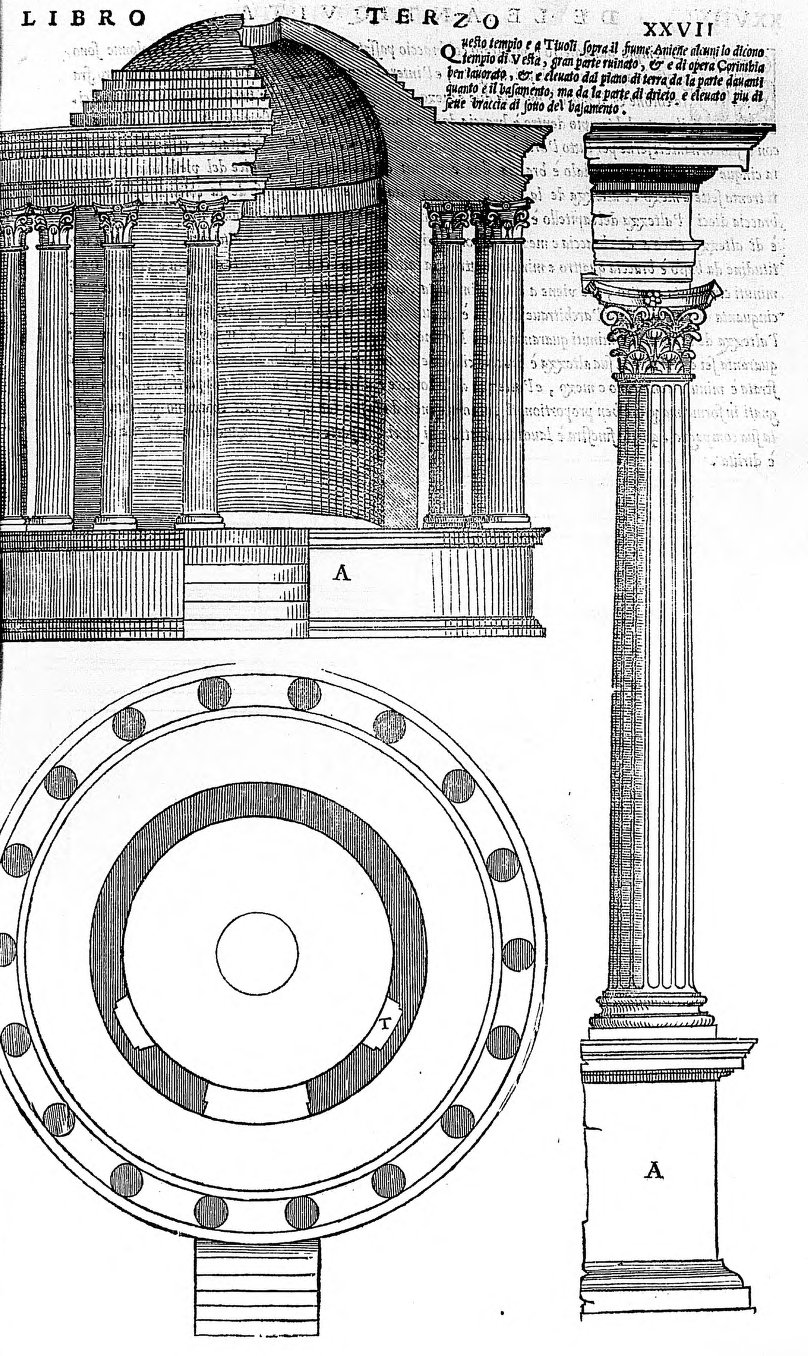
Coupe et plan par Sebastiano Serlio (1560).
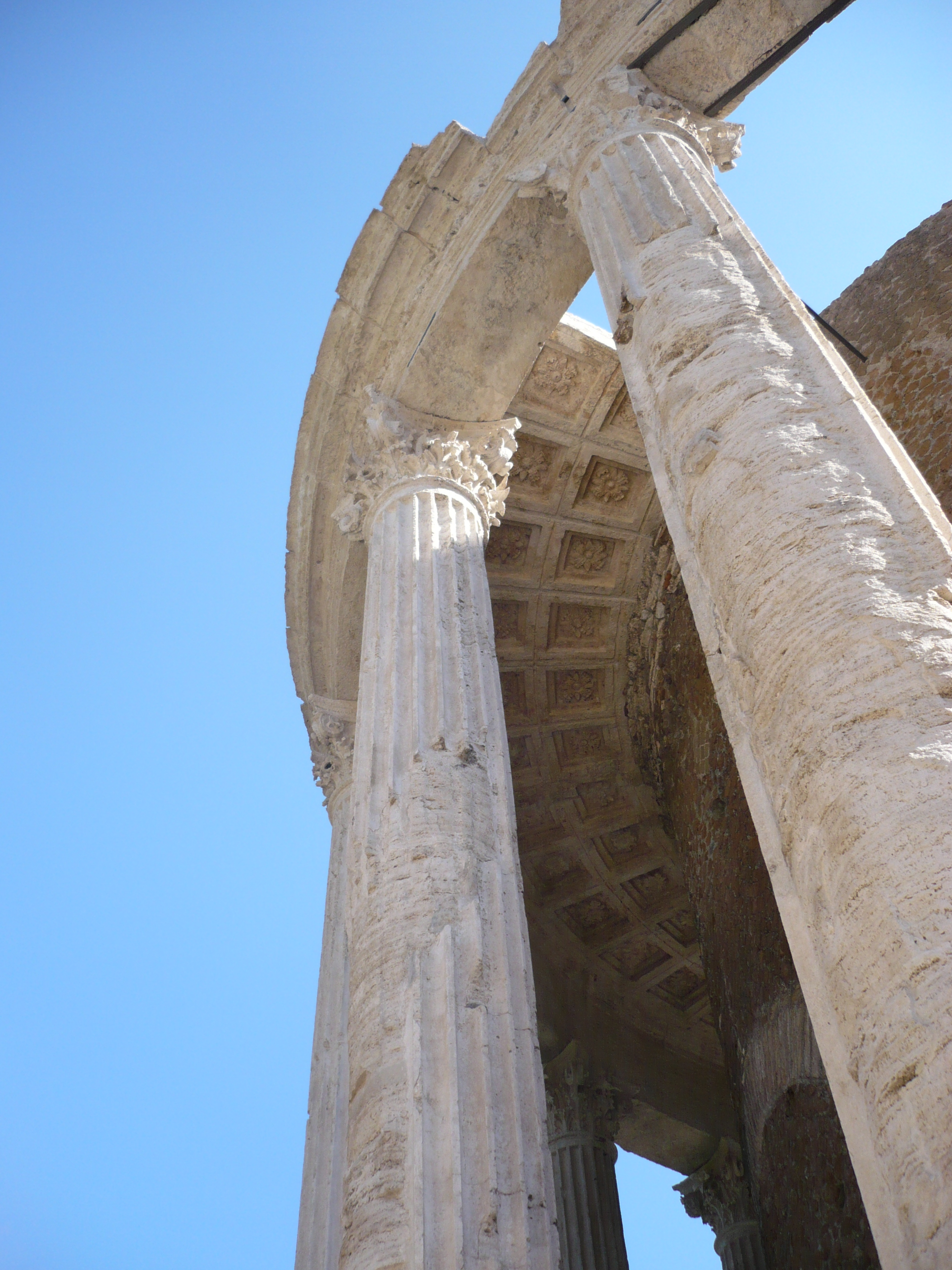
Le plafond à caissons du déambulatoire.
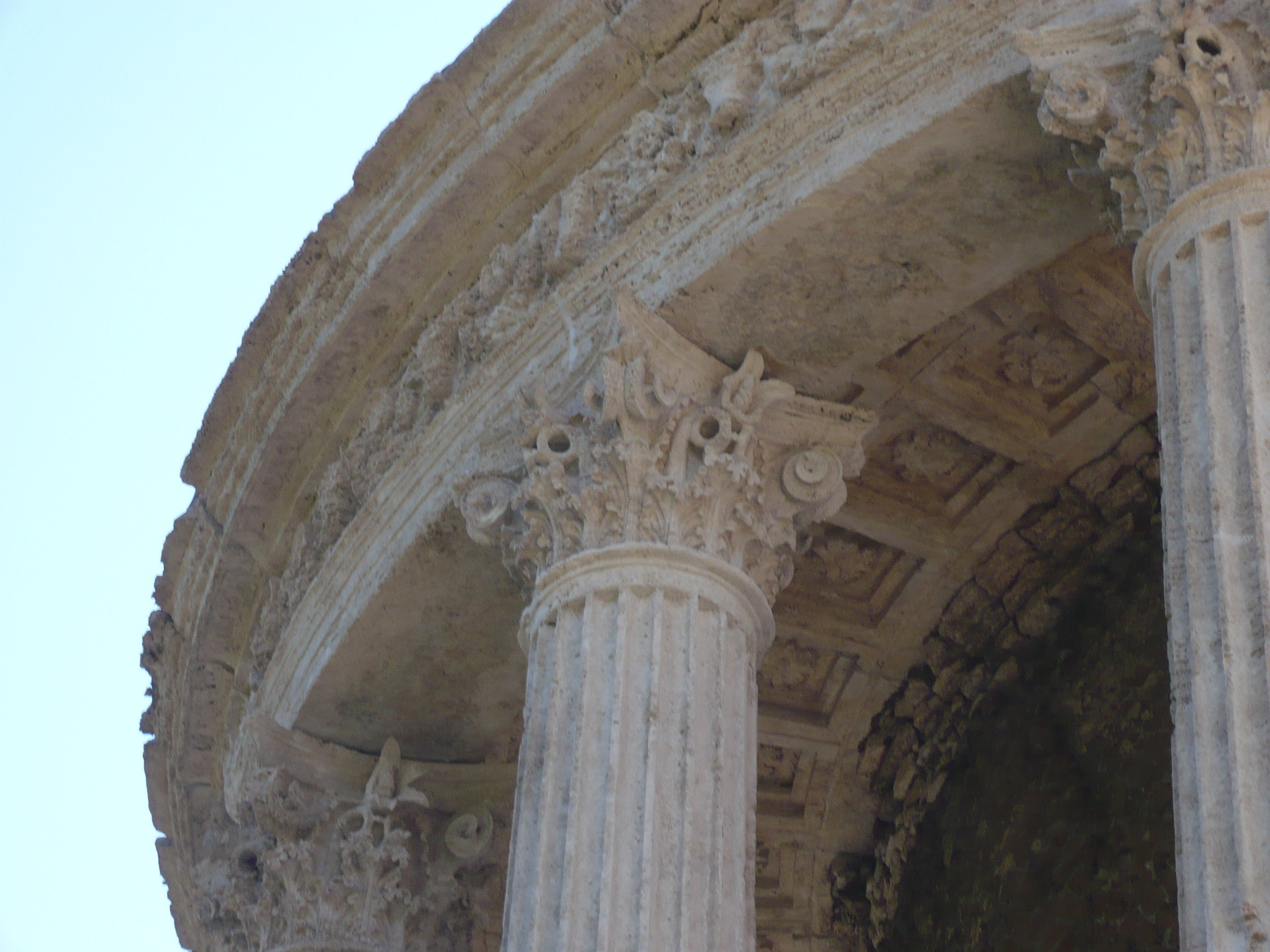
Détail des chapiteaux des colonnes.
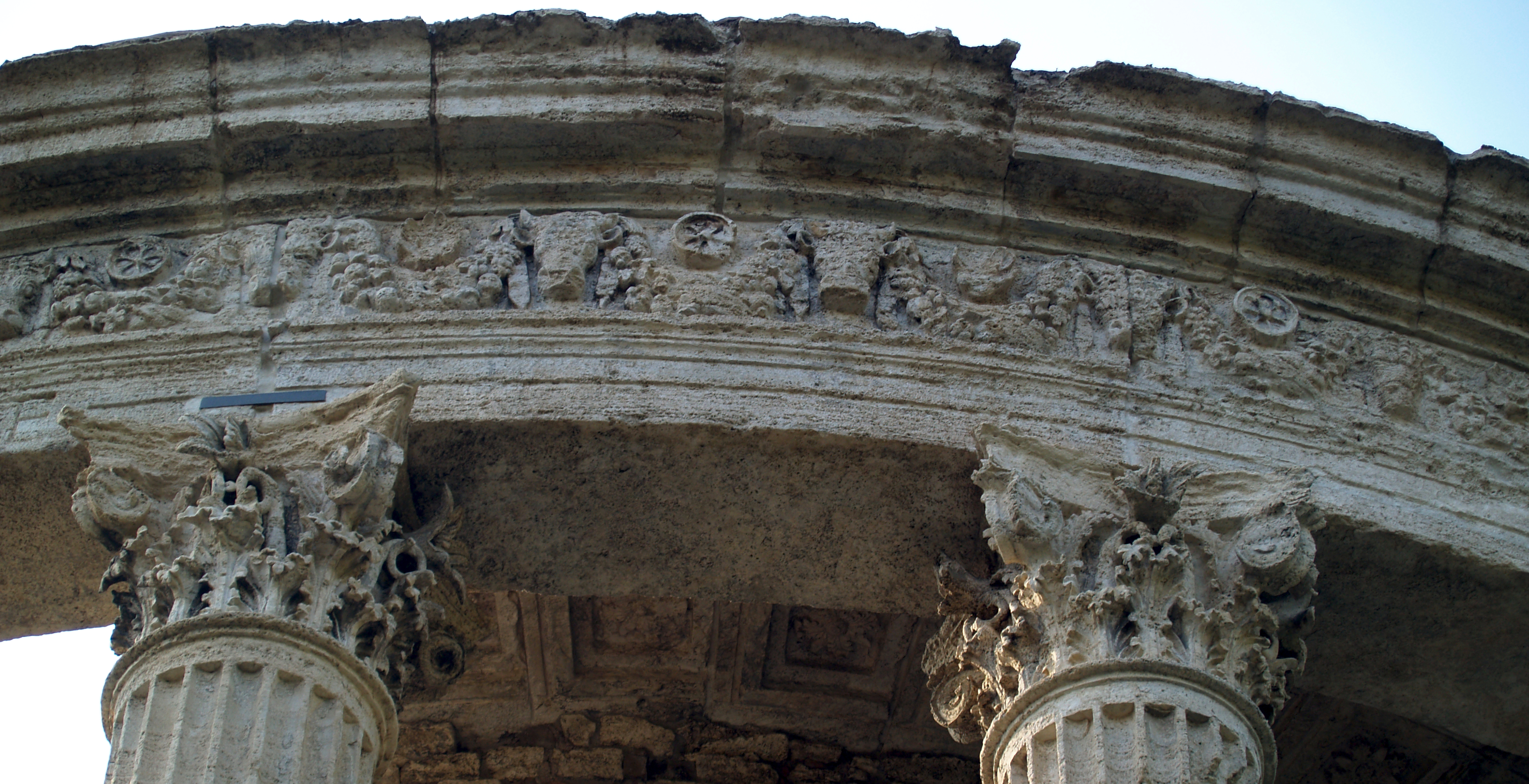
L’ordre corinthien de Tivoli a été souvent copié.

## Imitations
Moins dégradé que celui se trouvant à Rome, ce temple, a servi, plus encore que ce dernier, de modèle à un très grand nombre de temples romantiques construits en Europe au XIXe siècle, en raison de l’attrait de la ville pour les peintres, poètes, et musiciens européens pour lesquels il constitue l’image symbole et bucolique de Tivoli. Les nombreuses structures élaborées d’après le temple de Vesta vont de la réplique servile dans des jardins paysagers à des variantes n’utilisant que certains aspects de sa représentation.

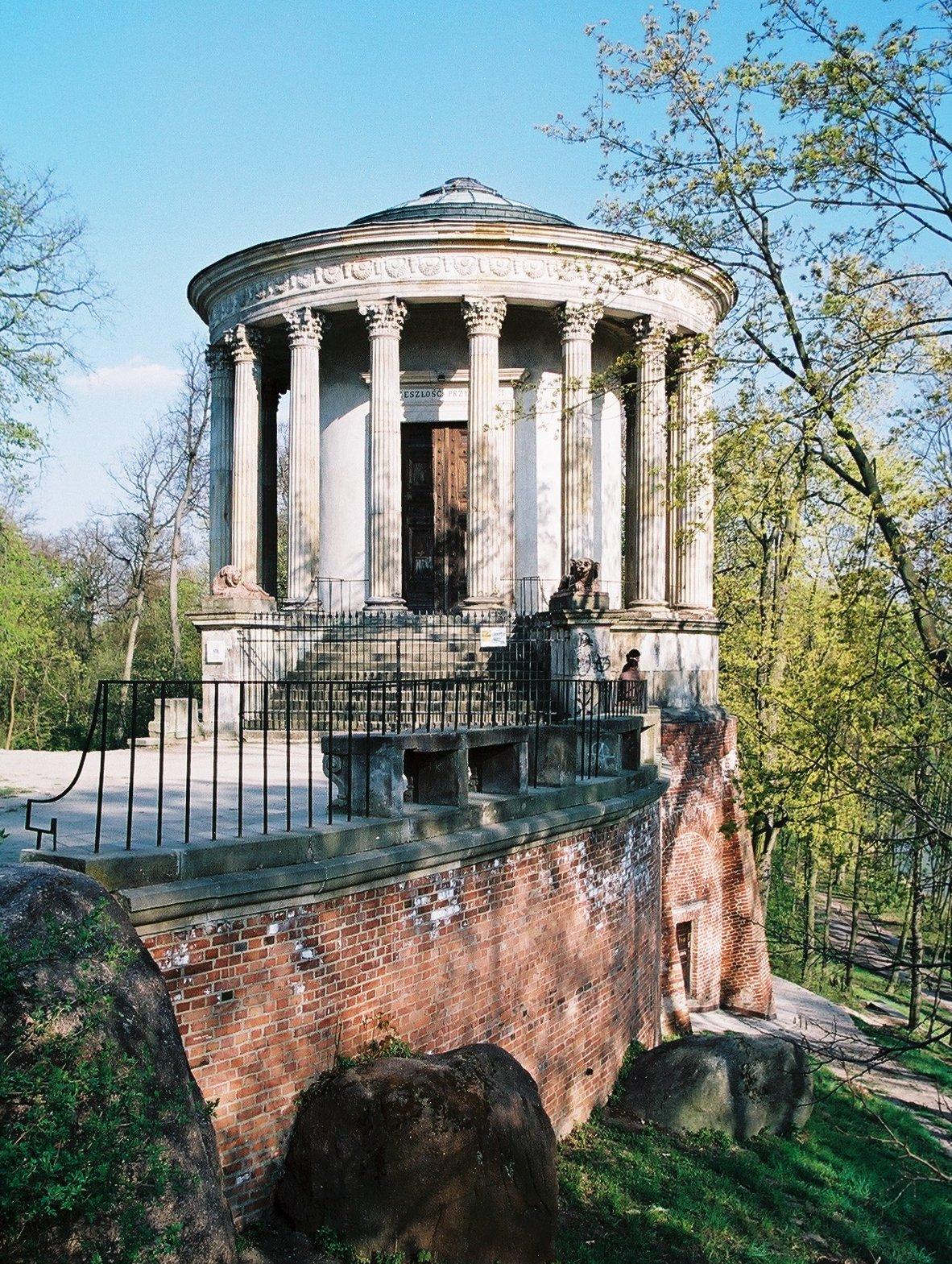
Le Temple de la Sibylle ou de la Mémoire à Puławy.

En Angleterre, le Temple de la Vertu antique est édifié par l’architecte et paysagiste William Kent à Stowe House et le Temple de la Solitude par l’architecte William Chambers aux jardins de Kew. Les dessins dont se servait l’architecte néo-classique John Soane comme exemples comparatifs dans ses conférences, sont conservés au Musée de Sir John Soane à Londres.
En Irlande du Nord, Frederick Hervey, 4e comte de Bristol et évêque de Derry, a fait construire le temple de Mussenden à Downhill dans le style du temple de Tivoli. Il était allé jusqu’à tenter, en 1777, d’acheter l’original pour l’amener à Downhill, mais le pape Pie VI ne donna pas suite à sa requête.
En France, Richard Mique s’est inspiré du temple de Tivoli pour le temple de l’Amour de son jardin anglo-chinois au Petit Trianon et Gabriel Davioud pour le temple de Sibylle du parc des Buttes-Chaumont ainsi que celui de l'île du lac Daumesnil dans le bois de Vincennes.
En Pologne, le temple de la Sibylle de Puławy a été érigé selon les plans de l’architecte et théoricien de l’architecture Chrystian Piotr Aigner, par la princesse Izabela Czartoryska pour servir de musée.
Dans le nord de la Californie, une version du temple a été établie comme une caractéristique du paysage dans la tradition anglaise. Le Sunol Water Temple a été conçu en 1910 par l’architecte californien Willis Polk pour la Société Spring Water Valley pour marquer l’endroit, dans la vallée de Sunol, en Californie, où les eaux se rejoignent pour alimenter San Francisco.